# Saint-Vincent-de-Boisset
Saint-Vincent-de-Boisset är en kommun i departementet Loire i regionen Auvergne-Rhône-Alpes i centrala Frankrike. Kommunen ligger i kantonen Perreux som tillhör arrondissementet Roanne. År 2022 hade Saint-Vincent-de-Boisset 972 invånare.

## Befolkningsutveckling
Antalet invånare i kommunen Saint-Vincent-de-Boisset
| Referens: INSEE |